# TBN 차차차 (충북주말)
이웅호, 박세은의 주말 TBN 차차차는 TBN 충북교통방송(청주 FM 103.3MHz, 충주 FM 93.5MHz)에서 주말 낮 12시부터 낮 1시 53분까지 방송되는 충북권지역의 라디오 음악 프로그램이다.

## 요일코너
- 토요일 1-2부
- 토요일 3부
- 일요일 1-2부
- 일요일 3부